# Sharron Davies
Pour les articles homonymes, voir Davies.
Sharron Elizabeth Davies, née le 1er novembre 1962 à Plymouth (Angleterre), est une nageuse britannique (anglaise).

## Carrière
Sharron Davies participe à l'épreuve du 200 mètres dos aux Jeux olympiques de 1976, sans parvenir à se qualifier pour la finale. Elle est médaillée d'argent en 400 mètres 4 nages aux Jeux olympiques de 1980 à Moscou. Elle termine aussi quatrième de la finale du relais 4 × 100 mètres nage libre, et dispute les épreuves de 400 mètres nage libre, de 200 et 400 mètres 4 nages sans parvenir à sortir des séries de qualification. 
Trois ans auparavant, elle remporte deux médailles de bronze aux championnats d'Europe de natation 1977, l'une en 400 mètres 4 nages et l'autre en relais 4 × 100 mètres nage libre. 